# NSB Type 73

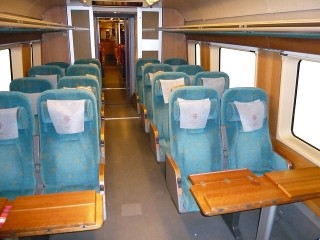
BMU73 – Zweite Klasse

Type 73 ist die NSB-Bezeichnung norwegischer elektrischer Triebzüge, die von Norges Statsbaner für größere Entfernungen konzipiert wurden. Von dieser Baureihe wurden 22 Einheiten in zwei Bauserien von Strømmens Værksted, die zur Bauzeit zu Adtranz gehörte, hergestellt.
Die vierteiligen Triebzüge der NSB sind für 210 km/h zugelassene Hochgeschwindigkeitstriebzüge, die seit dem 1. November 1999 als Krengetog (Aussprache [ˈkrɛŋəˌtoːg]; deutsch Neigezug) zwischen Oslo und Kristiansand verkehren.

## Technische Ausführung
Die 16 Einheiten der ersten und sechs der zweiten Bauserie (Type 73B) verfügen über aktive Neigetechnik und ermöglichen auf den bogenreichen Strecken erheblich höhere Fahrgeschwindigkeiten ohne Komfortverluste. Die vierteiligen Einheiten (BM+BFR+BMU+BFM) bieten 54 Sitzplätze der ersten und 151 Sitzplätze der zweiten Klasse. Zusätzlich gibt es ein Bistro, ein behindertengerechtes Abteil und eine Spielecke für Kinder. Die sechs Einheiten der Baureihe BM 73B verfügen über 30 Sitzplätze der ersten und 213 Sitzplätze der zweiten Klasse.
Das Streckennetz wurde nach Trondheim (1999) und Bergen (2000), sowie über Kristiansand hinaus nach Stavanger (1999) erweitert. Auf der Strecke Oslo – Halden (Østfoldbanen) verkehren Einheiten einer geringfügig modifizierten Version mit der Baureihenbezeichnung BM 73B, die mehr Sitzplätze aufweist (wegen der kürzeren Strecke wurde beispielsweise auf ein Kinderspielabteil verzichtet) und sich anhand der unterschiedlichen Lackierung (rot/silber statt blau/silber) unterscheiden lässt.
Am 17. Juni 2000 wurden die Einheiten nach einem Achsbruch bei Nelaug durch Materialermüdung abgestellt, da auch bei den übrigen Zügen Anrisse festgestellt wurden. Ab Mitte Juli 2000 wurden sie bis zur Klärung der Ursache mit einer verminderten Geschwindigkeit von 160 km/h wieder eingesetzt.
Es wurde entschieden, alle Radsätze zu erneuern. Bis zum Sommer 2004 wurden alle Einheiten der Reihen 73 und 73B mit neuen Radsätzen, Drehgestellrahmen und einem verstärkten Neigemechanismus ausgerüstet. Die Höchstgeschwindigkeit betrug nach dem Umbau mit aktiver Neigetechnik wieder 210 km/h. Jedes Drehgestell ist gegenüber der Ursprungsausführung eine Tonne schwerer. Die Herstellung erfolgte im Bombardier-Werk in Derby.
Am 21. Februar 2007 kam es auf der Bergensbane zwischen Myrdal und Hallingskeid zu einer Entgleisung, nachdem eine Lawine die Strecke verschüttet hatte. Die beiden ersten Wagen des aus zwei Einheiten bestehenden Zugs stürzten dabei die Böschung hinunter und blieben im Schnee stecken. Da der Lokführer noch bremsen konnte, gab es keine Verletzten; allerdings gab es daraufhin Zweifel, ob die recht leichten Züge ausreichend für derartige Witterungsbedingungen vorbereitet sind. Bereits früher gab es hierzu Kritik von Jernbaneverket.
Im Winterfahrplan 2013/14 verkehrten auf der Bergensbane keine Züge des Typs 73.

## Verkehr nach Schweden
Seit Januar 2005 führen NSB in enger Zusammenarbeit mit dem schwedischen Eisenbahnverkehrsunternehmen Svenska Tågkompaniet Expresszugverkehr zwischen Göteborg und Oslo durch (Bahnstrecke Mellerud/Skälebol–Kornsjö und Østfoldbanen). Auf dem schwedischen Teil der Strecke zwischen Kornsjö, dem Grenzbahnhof nach Norwegen, und Göteborg, werden pro Jahr 385 000 Zugkilometer gefahren und 150 000 Personen befördert. Svenska Tågkompaniet ist Betreiber dieser Strecke; Tågkompaniet gehört seit 2007 vollständig zur NSB-Gruppe. Am 24. April 2019 wurde Tågkompaniet in Vy Tåg umbenannt.
Die NSB setzt für diese Leistungen zwei BM 73B ein, die mit der zulässigen Geschwindigkeit von 210 km/h neben den SJ X2 die schnellsten Zügen im schwedischen Streckennetz darstellen. Die Züge werden auch auf dem schwedischen Abschnitt von norwegischem Personal gefahren.

## Aufteilung der Einheiten

### Go-Ahead Norge

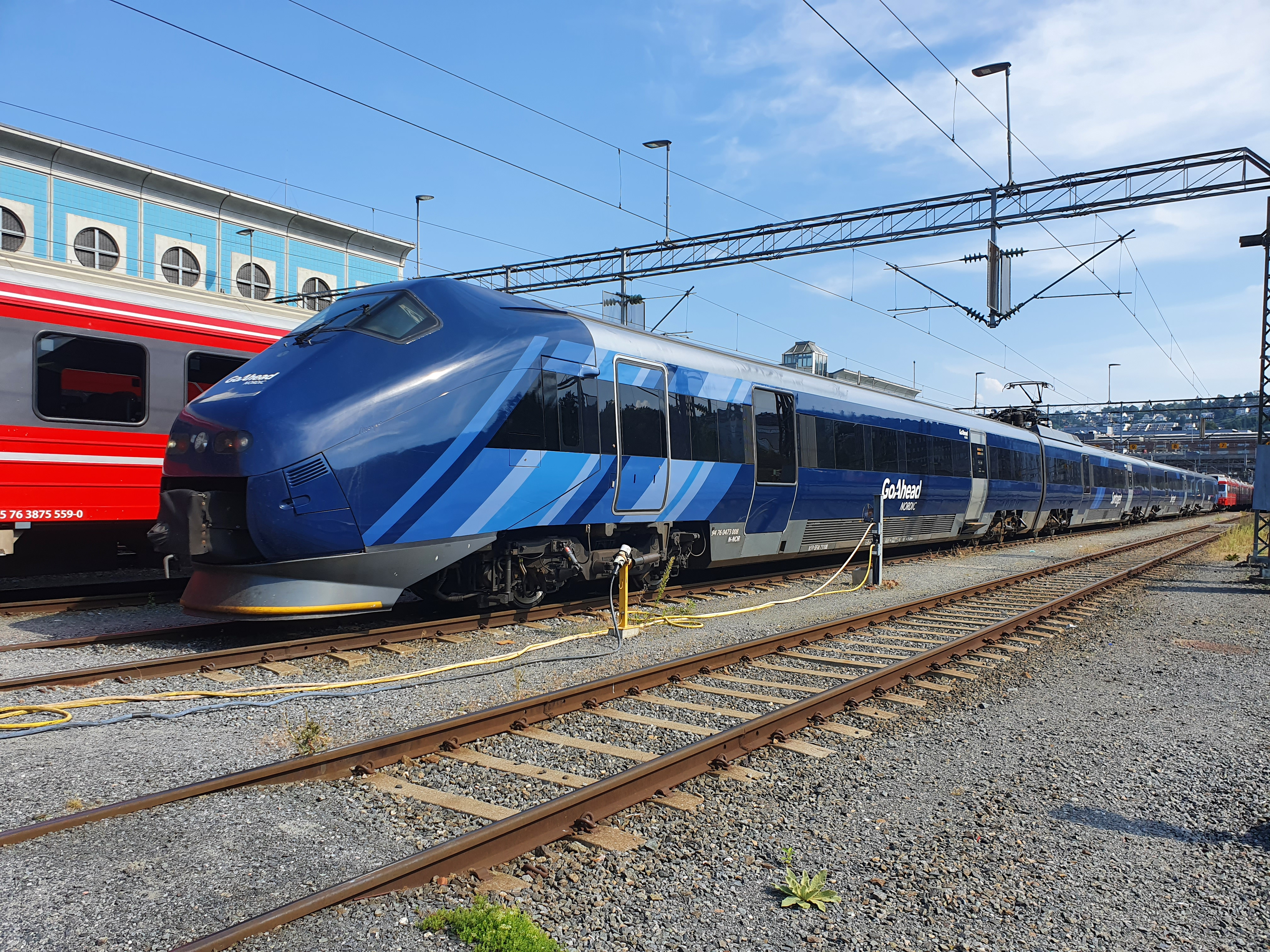
GoAhead 73-08 in Oslo 2020

Am 15. Dezember 2019 wurden die Einheiten 73-01, 73-02, 73-04, 73-05, 73-08, 73-12, 73-15 und 73-16 von der Betreibergesellschaft Go-Ahead Norge AS von Norske tog angemietet.

### SJ Norge

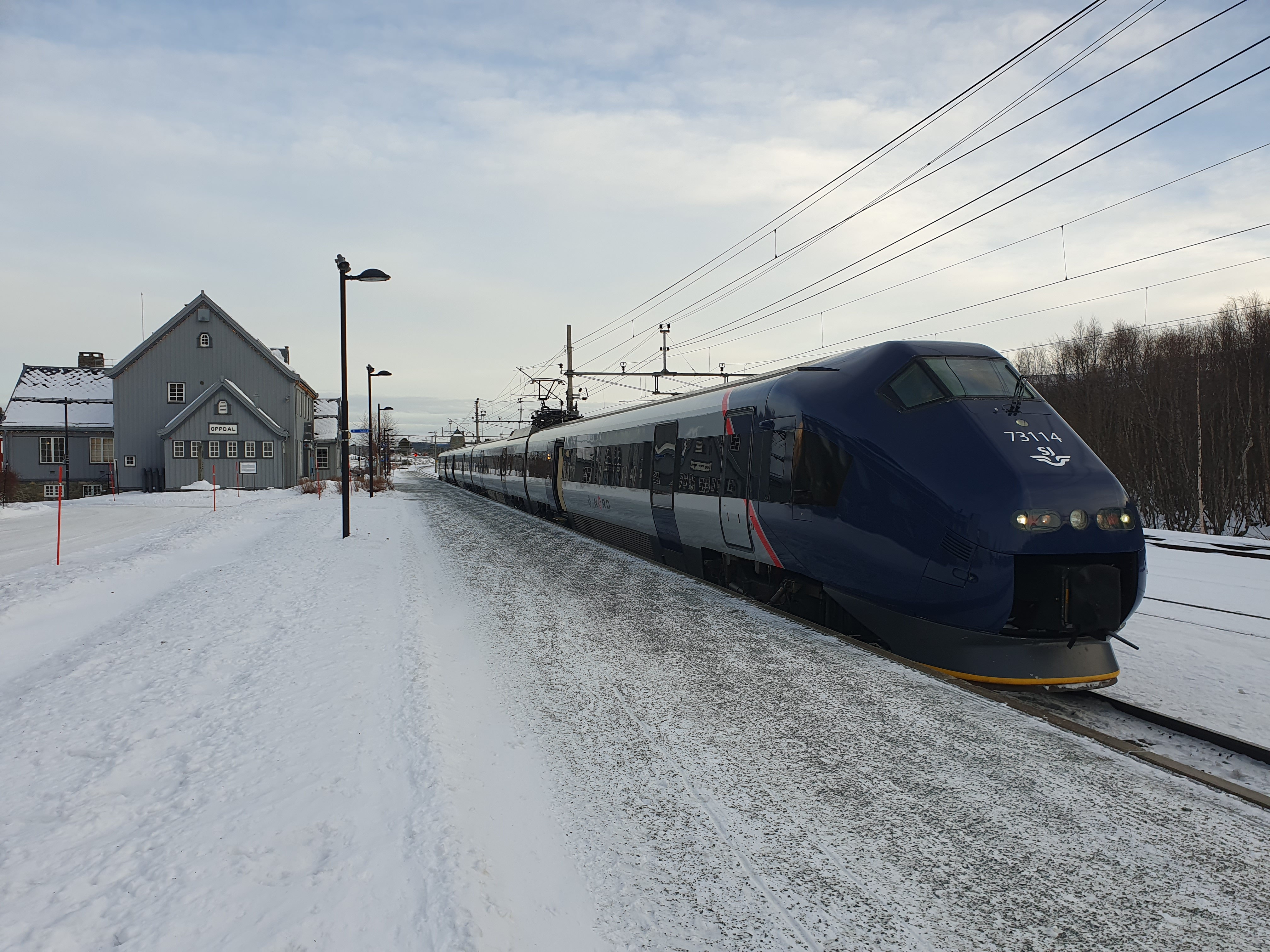
SJ Norge 73-14 in Oppdal 2022

Am 8. Juni 2020 wurden die Einheiten 73-03, 73-06, 73-07 und 73-09 von der Betreibergesellschaft SJ Norge von Norske tog angemietet. Bis 2022 kamen die Einheiten 73-11 und 73-14 dazu.

## Verbleib
Die beiden Garnituren 73-10 und 73-13 brannten am 16. Juni 2011 auf der Bergensbane aus.